# Antichamber
Antichamber is een puzzel-platformer ontwikkeld door indie-ontwikkelaar Alexander Bruce. Het spel kwam uit op 31 januari 2013 voor Windows. In februari 2014 werd ondersteuning voor Linux en OS X toegevoegd.

## Gameplay
In Antichamber speelt de speler in eerste persoon in een onmogelijke wereld. De speler probeert puzzels op te lossen in een wereld bestaande uit onmogelijke figuren en objecten die niet mogelijk zijn in een driedimensionale wereld.

## Ontvangst
| Recensiescore       | Recensiescore |
| Recensieverzamelaar | Score         |
| ------------------- | ------------- |
| GameRankings        | 83,70%        |
| Metacritic          | 82/100        |
| Publicist           | Score         |
| Eurogamer           | 6/10          |
| Gamer.nl            | 8,5/10        |
| IGN                 | 8,6/10        |
| Polygon             | 9/10          |
| Power Unlimited     | 86/100        |

Antichamber is over het algemeen positief ontvangen. Het gemiddelde cijfer van recensieverzamelaars GameRankings en Metacritic ligt tussen de 8,2 en 8,4.